# Limite (film)
Limite è un film muto brasiliano del 1931 diretto da Mário Peixoto.
La pellicola, in bianco e nero, è conservata presso la Cinemateca Brasileira di San Paolo ed è stata restaurata dalla World Cinema Foundation.
Lo stesso regista inizialmente non curò assolutamente la distribuzione, anzi, avendone ritirata l'unica copia, la pellicola «andò incontro all'usura e al deterioramento che solo una serie di restauri successivi riuscirono a impedire». Da ricordare, oltre a quello della quello della World Cinema Foundation di Martin Scorsese, l'intervento della Cineteca di Bologna.
Limite è considerato il miglior film brasiliano di tutti i tempi.

## Trama
Due ragazze e un ragazzo, mai conosciutisi prima, si trovano su una barca in mare aperto. Non hanno bagagli né cibo: aspettano che per loro arrivi la fine, avendo ormai smesso di remare.
Essi raccontano le loro vicissitudini, che li hanno portati a salire su quell'imbarcazione. Una delle due ragazze è una sarta, evasa con l'aiuto di una guardia dal carcere in cui era rinchiusa; rifugiatasi in un'altra città per tentare di riprendere la sua occupazione senza farsi riconoscere, se ne è poi allontanata dopo aver appreso dai giornali che la polizia la sta ancora cercando. L'altra, sposata con un pianista che lavora nei cinematografi, fugge da un marito tanto generoso con la gente quanto arido nei confronti di lei. Il giovane, infine, ha perso la donna amata durante una loro passeggiata sul bagnasciuga, per poi scoprire che lei era sposata e anche lebbrosa, avendo incontrato il vedovo al cimitero.
Una tempesta li porta via, distruggendo quindi la barca e le loro vite. Ma forse la donna evasa sopravviverà, essendo rimasta aggrappata a ciò che resta dell'imbarcazione.

## Produzione
Si tratta del primo e unico film scritto e diretto da Mário Peixoto. Tra le musiche che compongono la colonna sonora Elodie Tamayo su Cahiers du cinéma mette in rilievo le Gymnopédies, la cui malinconia ben si accorda alla lentezza del paesaggio vegetale e minerale, tantopiù nel film brasiliano che segna il debutto del sonoro. 
La scena dell'evasione è mostrata in parallelo con un inserto di Charlot avventuriero (1917) recante la didascalia Carlitos encrencou a zona ("Charlie si è incasinato per uscire"), dove la testa di Charlot con il berretto da detenuto spunta proprio dalla parte della guardia carceraria. Le immagini di Charlot avventuriero appaiono come un film nel film, durante una proiezione in un cineteatro col pianista che accompagna la pellicola di Chaplin, in modo dunque da creare un trait-d'union con le storie dei due personaggi femminili in fuga. Il film fu ripubblicato al Chaplin Club, a Rio de Janeiro, il 17 ottobre 1931, per una proiezione speciale in omaggio a Charlie Chaplin.
Magistrale la sequenza della morte della donna amata dal ragazzo, nonostante il regista non l'abbia inquadrata; Peixoto mostra la passeggiata dei due sul bagnasciuga, ma a un certo punto si vedranno solo le orme del giovane.

## Distribuzione
Il film venne proiettato per la prima volta a Rio de Janeiro il 17 maggio 1931. Venne distribuito in Gran Bretagna nell'ottobre dello stesso anno con il titolo Limit.
Ancora a metà degli anni sessanta il regista non permetteva che il film, che era stato ritirato dallo schermo dopo il 1940, fosse visto da nessuno. A quanto scrisse a suo tempo Georges Sadoul «(...) quest'opera unica ha assunto quindi col tempo una portata mitica che è impossibile controllare».
Nel 1978 venne rivisto al Ciclo de Cinema Brasileiro di Lisbona. Subito definito «una delle migliori opere del cinema brasiliano degli inizi. (...) Sotto l'esile trama del film si rivela un regista dalla tecnica matura e sottile e di elevata statura artistica».
L'anno dopo venne proiettato al New York New Directors and New Films Festival.
Nel 1991 venne restaurato dalla World Cinema Foundation e conservato presso la Cinemateca Portuguesa; venne proiettato restaurato per la prima volta il 24 settembre 1991, con una distribuzione limitata in alcuni cinema statunitensi nel settembre 1992.
Nel 2010 venne rivisto al Film fra sør e nel 2013 all'Hong Kong International Film Festival.
Venne distribuito in Brasile su VHS dalla Funarte. Nel 2017 venne pubblicato su DVD negli Stati Uniti dalla The Criterion Collection.
In Italia è stato trasmesso in televisione per la prima volta su Raitre il 12 gennaio 2020. 
Disponibile in streaming, in linea con le forme di circolazione «nella condizione postmediale e della ridefinizione dei confini dell'esperienza cinematografica» , su RaiPlay viene presentato come origine «del modernismo brasiliano e uno dei massimi esempi di cinema d'avanguardia mondiale, amato da Orson Welles e Pudovkin».
Nel 2020 la Revista Brasileira de Estudos de Cinema e Audiovisual  pubblica le lettere inedite del giornalista e scrittore Octavio de Faria a Mário Peixoto scritte a cavallo degli anni Venti e Trenta pubblica le lettere inefite del giornalista e scrittore Octavio de Faria a Mário Peixoto dove si percepisce il clima dei giovani intellettuali del tempo e viene sfatato nel contempo l'isolamento del regista.